# Людовіт Злоха
Людовіт Злоха (словац. Ľudovít Zlocha, 17 травня 1945) — чехословацький футболіст, півзахисник і захисник. Володар Кубка володарів кубків.

## Клубна кар'єра
Виступав за братиславський «Слован» (1956—1974), «Дуклу» (1965—1967), братиславський «Інтер» (1974–1976) та «Слован» (Левіце) (1976—1977). Разом з братиславським «Слованом» двічі виграв титул чемпіона Чехословаччини (1970, 1974) і двічі — Кубок Чехословаччини (1968, 1974). Крім того в 1969 році він з командою здобув другий найпрестижніший єврокубковий трофей — Кубок володарів кубків, що якого є найбільшим успіхом словацького та чехословацького клубного футболу в історії. У вищому дивізіоні чемпіонату Чехословаччини Злоха зіграв 208 матчів і забив 13 голів. Він брав участь у Кубку європейських чемпіонів у 4 матчах, у Кубку володарів кубків у 6 матчах та у Кубку УЄФА у 8 матчах. Юніорський чемпіон Чехословаччини 1963 року.

## Виступи за збірну
25 вересня 1971 року дебютував за збірну Чехословаччини в товариському матчі проти НДР (1:1). Наступного року у складі збірної був учасником Кубка незалежності Бразилії, де зіграв у всіх трьох матчах, але чехословаки не вийшли з групи.
Останній матч провів 26 вересня 1973 року в рамках відбору до чемпіонату світу 1974 року проти Шотландії (1:2). Всього у 1971–1973 роках провів дванадцять матчів у збірній Чехословаччини, не забив гол. Також сім ігор провів за юнацьку збірну.

## Статистика
| Сезон                          | Ігор | Голів | Клуб                  |
| ------------------------------ | ---- | ----- | --------------------- |
| 1-а чехословацька ліга 1966/67 | 17   | 4     | «Слован» (Братислава) |
| 1-а чехословацька ліга 1967/68 | 26   | 2     | «Слован» (Братислава) |
| 1-а чехословацька ліга 1968/69 | 15   | 0     | «Слован» (Братислава) |
| 1-а чехословацька ліга 1969/70 | 28   | 0     | «Слован» (Братислава) |
| 1-а чехословацька ліга 1970/71 | 30   | 0     | «Слован» (Братислава) |
| 1-а чехословацька ліга 1971/72 | 27   | 1     | «Слован» (Братислава) |
| 1-а чехословацька ліга 1972/73 | 30   | 3     | «Слован» (Братислава) |
| 1-а чехословацька ліга 1973/74 | 13   | 2     | «Слован» (Братислава) |
| 1-а чехословацька ліга 1974/75 | 16   | 1     | «Інтер» (Братислава)  |
| 1-а чехословацька ліга 1975/76 | 6    | 0     | «Інтер» (Братислава)  |
| Всього                         | 208  | 13    |                       |

## Титули і досягнення
- Чемпіон Чехословаччини (2):

«Слован»: 1969–70, 1973–74
- Володар Кубка Чехословаччини (2):

«Слован»: 1967–68, 1973–74
- Володар Кубка Кубків УЄФА (1):

«Слован»: 1968–69

## Особисте життя
Його старший брат, Ян Злоха (1942—2013), також був футболістом і виступав за збірну Чехословаччини.